# Jugoslovansko republičansko združenje
Jugoslovansko republičansko združenje je narodno-politična organizacija Slovencev in Hrvatov med obema vojnama v ZDA.
Združenje so ustanovili slovenski socialisti in liberalci junija 1917 v Chicagu na pobudo čikaške izjave kot Slovensko republičansko združenje (SRZ). Organizirali so ga po večini slovenskih naselbin v ZDA; imelo je okoli 40.000 članov. Med ameriškimi Slovenci se je zavzemalo za ustanovitev jugoslovanske republike. Leta 1918 so se na pobudo SRZ organizirali tudi Hrvatje in ustanovili Hrvatsko republičansko združenje; to se je nato s slovensko organizacijo združilo v   Jugoslovansko republičansko združenje, ki je delovalo tudi po 1. svetovni vojni z namenom, da bi širilo republikanske ideje med Slovenci v domovini in pomagalo pri odkupu Blaznikove tiskarne v Ljubljani. Po letu 1924 je gibanje zamrlo, njegova sredstva pa so 1943 prenesli v sklad Slovensko-ameriškega narodnega sveta.